# Canossa
Canossa é uma comuna italiana da região da Emília-Romanha, província de Reggio Emilia, com cerca de 3.376 habitantes. Estende-se por uma área de 53 km², tendo uma densidade populacional de 64 hab/km². Faz fronteira com Casina, Castelnovo ne' Monti, Neviano degli Arduini (PR), San Polo d'Enza, Traversetolo (PR), Vetto, Vezzano sul Crostolo.
A localidade é célebre por conter o Castelo de Canossa, onde ocorreu o episódio da Penitência de Canossa em 1077.

## Demografia
| Variação demográfica do município entre 1861 e 2011                               |
|                                                                                   |
| Fonte: Istituto Nazionale di Statistica (ISTAT) - Elaboração gráfica da Wikipedia |